# باشگاه الدحیل (هندبال)
تیم هندبال الدحیل که قبلا به نام  «لخویا» بود ، یک تیم هندبال به نام  الدحیل ، مستقر در پایتخت دوحه، قطر است.  این تیم در حال حاضر در لیگ هندبال قطر (QHL) رقابت می‌کند و در سال ۲۰۰۹ تأسیس شد و در سال  ۲۰۱۳ به الدحیل تغییر نام داد. بازی‌های خانگی خود را در استادیوم عبدالله بن خلیفه انجام می‌دهد.

## تاریخچه
ایده تشکیل بخش هندبال لخویا در آوریل 2012 زمانی آغاز شد که فدراسیون هندبال قطر قصد داشت تعداد تیم های شرکت کننده در لیگ را افزایش دهد.  به لخویا فرصتی برای تشکیل تیم هندبال و حضور در لیگ دسته اول داده شد و رئیس باشگاه عبدالله آل ثانی پذیرفت.  جابس ابراهیم به عنوان اولین مربی تیم انتخاب شد.
در آوریل 2017، نام این باشگاه به الدحیل تغییر نام داد.